# Megiddó
Megiddó (héberül: מגידו, arabul: المجیدو, ógörögül: Μεγιδδώ/Μαγεδδών, latinul: Mageddo, akkádul: Magiddu, Maggadu, Magidda Makida, egyiptomiul Maketi, Mektej, Makitu vagy Makedo) ókori alapítású város a mai Izrael területén.
Megiddó nevét az Amarna-levelek is említik.
A Biblia szerint (Jelenések könyve 16,12-16) itt fog sor kerülni a végső csatára, az Armageddonra is, amikor a „fenevad” erői összecsapnak Isten hadaival.
Az i. e. 4. évezredtől az i. e. 4. századig létezett. A helyén ma Tell el-Muteszellim áll, a Jezreel-völgyben, Názárettől 15 km-re. A város már a korai és a középső bronzkorban is jelentős, erődített település volt. A történetírás két ízben is híres csata színhelyeként említi. Először i.e. 1456-ban (egyes források szerint i.e. 1468-ban, a német Wikipédiában 1457-ben) III. Thotmesz (Thutmószisz) egyiptomi fáraó aratott döntő győzelmet Szíria és Palesztina szövetségesi fölött. A fáraó seregével a tengerparti úton haladt észak felé, amikor hírül vette, hogy a szíriai uralkodók Kádes fejedelme által vezetett szövetséges csapatai Megiddóba értek. A fáraó tábornokai tanácsa ellenére a két felet elválasztó Kármel-hegyen átvezető három út közül a legrövidebbet választva, amelyik a legnehezebben járható volt, úgy meglepte az ellenséget, hogy az nem is tanúsított nagy ellenállást. Az egyiptomi sereg mindössze 83 harcost veszített és közel 900 harci szekeret zsákmányolt. III. Thotmesz, miután a várost elfoglalta, stratégiai jelentősége miatt (itt húzódott az Egyiptomot Mezopotámiával összekötő hadi út) fontos katonai támaszponttá és egyiptomi közigazgatási központtá tette. A csata következményeként Szíria egyiptomi fennhatóság alá került és az Egyiptomi Birodalom közvetlen szomszédja lett a hatalmas Mitanninak.

## A város története

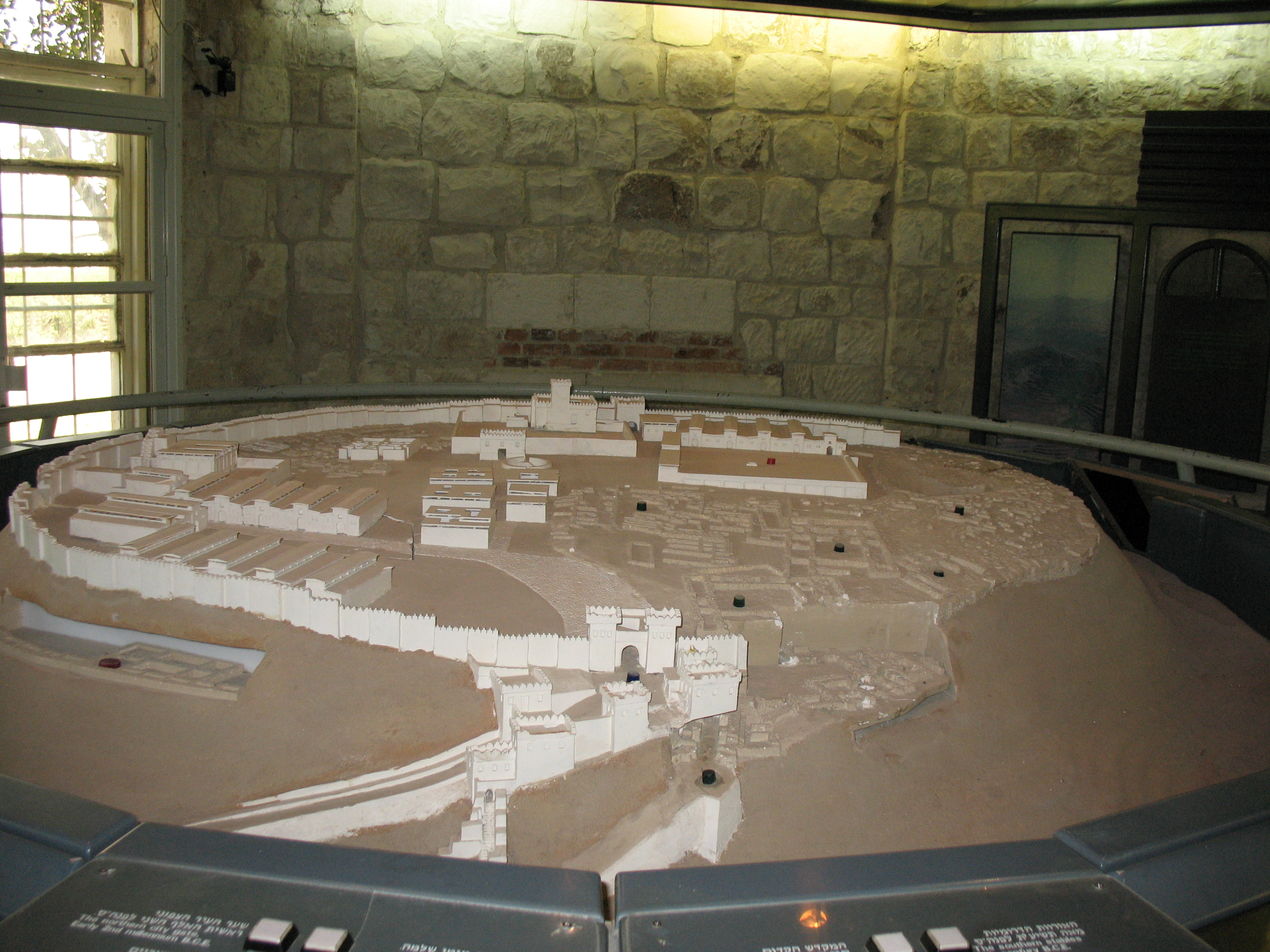
Megiddó makettje

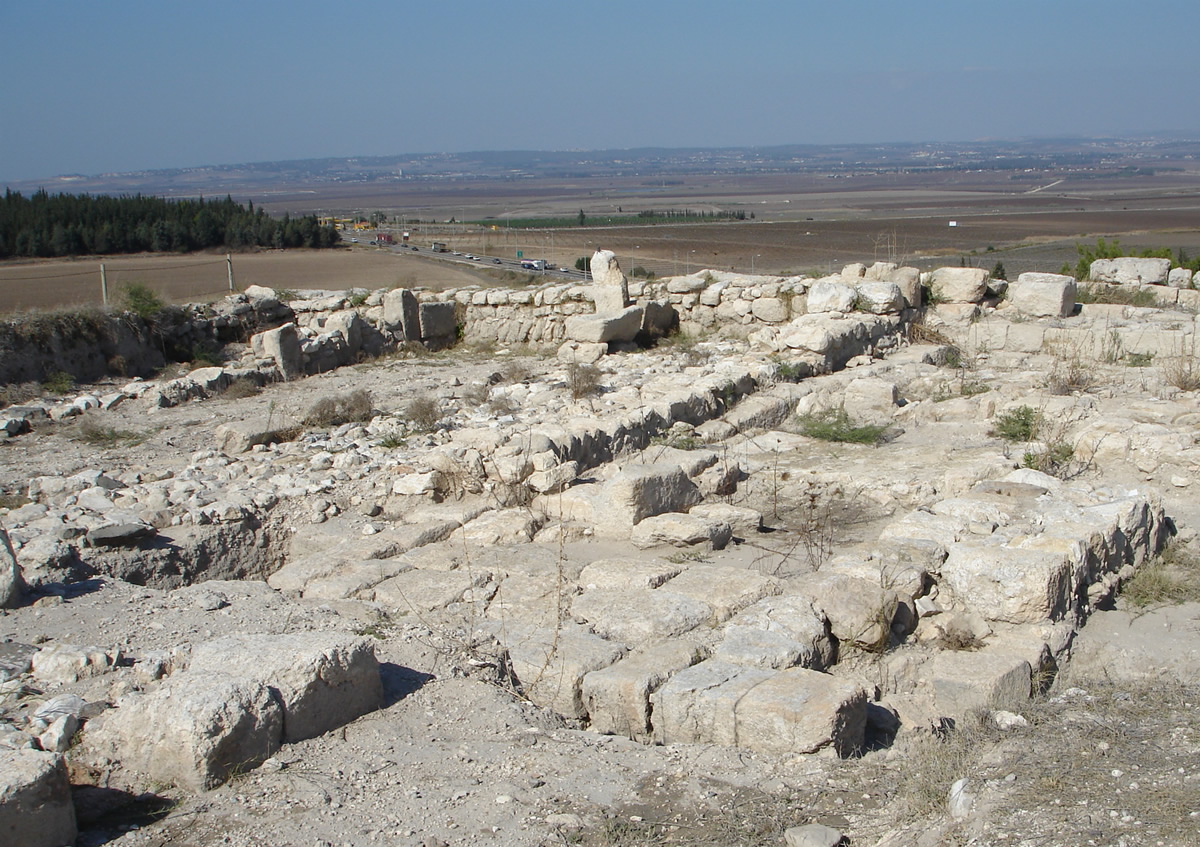
Megiddó romjai

A termékeny Jezreel-völgyben az első földművelők valószínűleg már a korai újkőkorban (Neolitikum) i. e. 11000 körül telepedtek le. A település a bronzkorban, úgy i. e. 3200 és 2300 között fejlődött várossá. Ekkor már templomot, s a templomot körülvevő falat emeltek, melyet aztán kibővítettek. Megiddó vallási vonzáskörzete ekkoriban nyugati irányba tolódott el.
I. e. 2200 körül úgy tűnik, hogy egy kisebb visszaesés következett be a város fejlődésében, mert a templomot magánházakkal vették körül és kisebbre építették át, bár templom funkciója az épületnek megmaradt. Ez idő tájt a körzetben sokan visszatértek a nomád életformához.
A középső bronzkorban (i. e. 2000-1500) Megiddó ismét fejlődésnek indult. Új városfalat emeltek, ami még az alsó-várost is magába foglalta. A templom körül szintén új falat emeltek, a városfalhoz palotaszerű épületek építettek, és ekkor létesült egy palota is hatalmas termekkel és udvarokkal. A város ekkor lett egy fontos városállam központja.
Annak ellenére, hogy az egyiptomi fáraók a mai Izrael államait i. e. 1550-1200 között vazallusaikká tették, köztük Megiddót is, a város fejlődése nem tört meg. A város lakói egy mesés, új palotát építettek, ami a régit messze felülmúlta. A maradványok között gyönyörű arany foglalatokat, pokolköveket (lápisz) és elefántcsontból faragott figurákat találtak.
I. e. 1150 körül a várost lerombolták. Ezután az új Megiddó csak néhány egyszerű házból állt csak. A templom a filiszteusok alatt a vaskorszakig mégis használatban maradt. Jó száz évvel később a város a zsidó királyok uralma alá került. A korból származó palota maradványok egy fontos katonai központ képét mutatják. A katonai jelleg még tovább erősödött, amikor az i.e. 10. század végén egy tűzvész a város nagy részét elpusztította, s utána a szabaddá vált területeken katonai létesítményeket emeltek. Emellett még két hatalmas istálló és a vízellátást szolgáló építmény is ekkor épült. Megiddó, Karnakban, az I. Sesonk hadjáratát leíró reliefen is megtalálható. I. Sesonk leromboltatta a várost, azután egy győzelmét sztélét emeltetett, melynek töredékét megtalálták.
I. e. 900 körül az arámiak foglalták el és rombolták le a várost. Ezután a település teljesen újjáépült, sakktáblaszerű utcahálózatot kapott és az épületek négyötöde lakóházakból állt. Az északi városrészben emelt közigazgatási épületek egyikében uralkodott III. Tukulti-apil-ésarra asszír király, a frissen meghódított új tartománya, Szamaria fölött.
I. e. 609-ben lezajlott a második megiddói csata.
A város az asszírok i. e. 630-ban bekövetkezett kivonulása után Júdea királyának, Jósiásnak (ur. i. e. 640 vagy 638-609) a kezére került, aki szembeszállt az asszírok kivonulása után keletkezett hatalmi vákuumot betölteni akaró II. Nékó (ur. i. e. 610-595) fáraóval. Az egyiptomi sereg ugyan az újbabiloni terjeszkedés visszaszorítása érdekében indult útnak, de Júdea királya is fenyegetve érezte a hatalmát és ezért választotta az ellenállást. A csatát, amelyben Jósiás is elesett, az egyiptomiak nyerték. Jósiás utódját, Joakházt II. Nékó megfosztotta trónjától és egyiptomi fogságba vetette, ahol meg is halt. Júdea királyává a fáraó ezek után Jóákimot tette meg, s így az ország egy időre Egyiptom vazallusa lett.
Ezután a város jelentősége gyorsan csökkent, míg végül teljesen megszűnt.
A település környéke az évszázadok során még több ízben volt kisebb-nagyobb csatározások színhelye. Utoljára 1918-ban az Allenby tábornok vezette brit erők mértek itt súlyos vereséget a Török Birodalom csapataira.

## Feltárása
Az első megiddói ásatásokat Gottlieb Schumacher végezte 1903-1905 között. A munkálatok anyagát hosszú időn keresztül nem tették közzé, és a legtöbb feljegyzés elpusztult az első világháborúban. A háború után Carl Watzinger publikálta a még megmaradt iratanyagot.
1925-ben indult a második ásatás, amely egészen a második világháború kitöréséig tartott. Az ásatás vezetője Clarence Fischer, Robert Lamon és Gordon Loud voltak.
1960, 1966, 1967 és 1971-ben Yigael Yadin ásatott a területen, de eredményeit nem tette közzé. Részleges jelentése 2005-ben jelent meg.
1994-96-ban Israel Finkelstein és David Ussishkin valamint Eric H. Cline végzett feltárásokat.

## A település

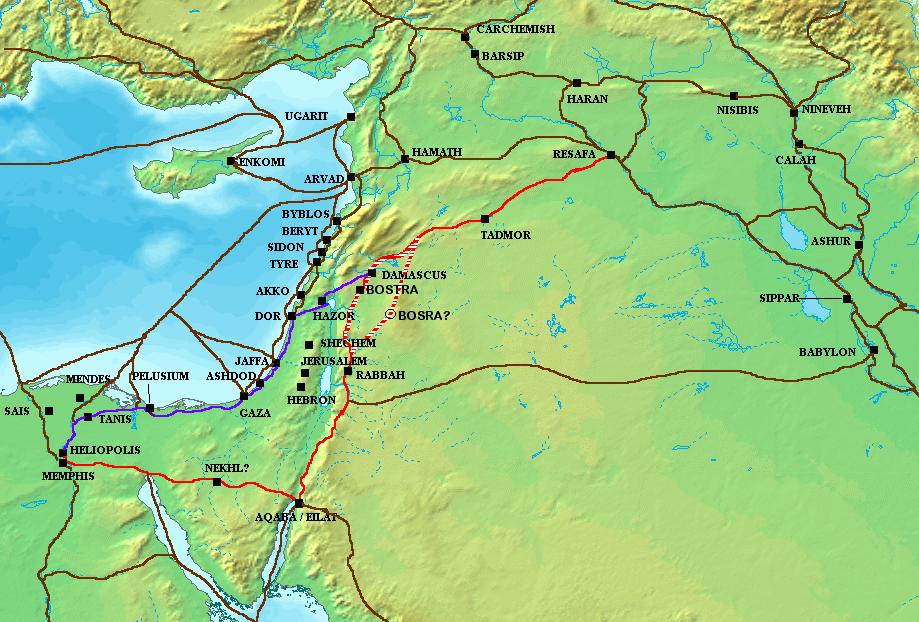
Térkép a római kori Levantéről. Megiddó e korban már nem létezett, a kék színű vonal a Via Maris

A város két részből áll, a felsőváros (Citadella) és az alsóváros (lakónegyed). Az előbbi hat hektáros, az utóbbi négy hektár területen fekszik. Az alsóváros a Vádi Ara (Wādī ΄Āra) északkeleti végén ellenőrzi az ókori Közel-Kelet legfontosabb útvonalát, az Egyiptomot és Mezopotámiát összekötő kereskedelmi utat, a rómaiak által Via Marisnak nevezett utat. Ez alapozta meg a város jelentőségét. Ez az útvonal az asszírok idején kevéssé fontossá vált, Megiddó ettől vesztette el a térségben pozícióit.
A településen 18 kultúrréteget tártak fel. A legidősebb ismert romok a XVIIIB jelű rétegből kerültek elő, mindössze két hektáros területet foglal el, de rövid időn belül, már a XVIIIA réteg hat hektárosra növekedett. A középső bronzkori XIII réteg éri el a végleges 10 hektáros területet. A templom köré épülő első város körülbelül i. e. 3100-2300 között létezett. E szakaszban a templom köré fal épült, később a templomkörzetet hosszabb falakkal kibővítették.
A város utcahálózata tervszerű. A templomok és paloták körzetét nagy lakóházak, háztömbök szegélyezték, majd kisebb lakóházas tömbök következtek. I. e. 2200 körül a főtemplom körüli magánházak száma lecsökkent, az egész régióban a nomadizmus visszatérése jellemző.
I. e. 2000-1500 között, a középső bronzkorban Megiddó népessége újra megnőtt. Újabb falakat építettek, amelyek már nemcsak a templomot, hanem a várost is körülkerítették. A templomkörzet teljesen új falat kapott, amely magában foglalta már a nagy palotát a csarnokaival és udvaraival együtt. Ezzel kialakult az a fellegvártípus, amely az i. e. 2. évezredben Szíria, Mezopotámia és Anatólia térségében igen jellemző volt, és amely a görögök palotagazdaságának mintaképéül szolgált. Ezt nevezték a hettiták šarizziš kurtašnak.
A késői bronzkorban (i. e. 1500-1200 körül) jelentősen megváltozott a település képe, a falakon belül a templomot leszámítva szinte mindent átépítettek, ezenkívül két új palota létesült az északi városkapu közelében. Ezek a külső paloták körülbelül i. e. 1150-ig töretlenül fejlődtek, ekkor azonban (VII réteg) a város megsemmisül. A későbbiekben a déli szektoron kezdődtek építkezések, ezek azonban rendszertelenek, egységes tervezésnek vagy szabályozásnak nincs nyoma, a vaskor elején Megiddó egy néhány házból álló faluvá alakult. Az i. e. 11. században héber befolyási övezetté vált, a palotákat kaszárnyákká építették át és erődített jellegű várrá alakult.
Az i. e. 10. században újra megsemmisült a város legnagyobb része. I. Sesonk egyiptomi király karnaki feliratai még említik Megiddót, majd az arámiak i. e. 900 körül újra lerombolták. Ettől kezdve III. Tukulti-apil-ésarra hódításáig néhány lakóház és adminisztratív épületek álltak itt. Az asszír hódítás után minden lakója elhagyta.